# Lafare
Lafare är en kommun i departementet Vaucluse i regionen Provence-Alpes-Côte d'Azur i sydöstra Frankrike. Kommunen ligger i kantonen Beaumes-de-Venise som tillhör arrondissementet Carpentras. År 2022 hade Lafare 127 invånare.

## Befolkningsutveckling
Antalet invånare i kommunen Lafare
| Referens: INSEE |